# علي ولييف
علي ولييف (بالأذرية: Əli Vəliyev) – هو كاتب أذربيجاني، عضو في اتحاد كتاب أذربيجان، كاتب في جمهورية أذربيجان الاشتراكية السوفيتية، الحائز على جائزة ميرزا فتالي أخوندوف.

## سيرته ذاتية
ولد علي ولييف في 27 فبراير عام 1901 في قرية أجدو بمقاطعة زانجيزور بمقاطعة يليزافيتبول. هو كردي الأصل. هو تخرج من المدرسة الروسية في قرية أغدو في عام 1917. ثم واصل تعليمه في المدرسة في المدرسة في شوشا.
دخل علي ولييف صفوف الحزب الشيوعي السوفيتي في 1925.
عمل ولييف في مناصب مختلفة في كردستان الحمراء بين 1925-1928. في عام 1931 تخرج من الكلية التربوية في جامعة أذربيجان الحكومية.
كان رئيس تحرير صحيفة "الباب الشرقي" بين 1933-1934.
توفي علي ولييف في 2 فبراير 1983 في مدينة باكو.